# Joseph Beskiba

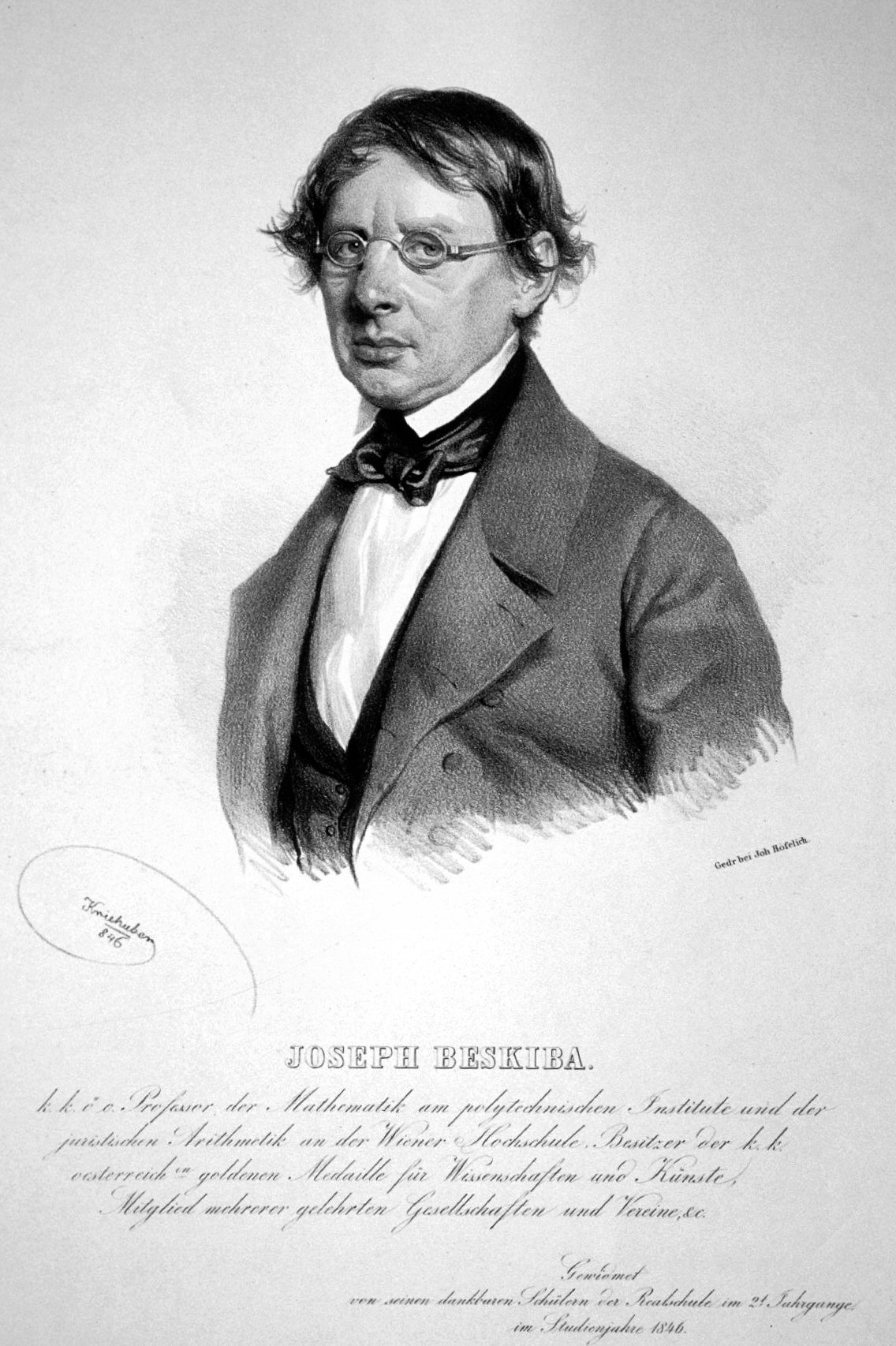
Joseph Beskiba (1792–1863)

Joseph Beskiba (* 17. März 1792 in Wien; † 25. Juni 1863 in Wien) war ein österreichischer Mathematiker, ab 1847 und bis an sein Ende war er Vizedirektor des polytechnischen Instituts.
Beskiba war der Sohn eines Bürgers und Schneidermeisters. Er erhielt seine schulische Ausbildung in Wien. In den Jahren 1813 und 1814 die Stelle eines Repetitors der Mathematik. Nachdem er Rechtswissenschaften und Mathematik studiert hatte, wurde er 1816 zunächst befristet und dann 1818 dauerhaft übernommen. Er unterrichtete Elementarmathematik an der Realschule des polytechnischen Institut in Wien. 1820 und 1821 unterrichtete er auch höhere Mathematik an der Universität Wien. 1847 wurde er dann Vizedirektor des polytechnischen Instituts.
In Anerkennung seiner Verdienste erhielt er 1853 das Ritterkreuz des Franz-Joseph-Ordens. Beskiba schrieb mehrere Lehrbücher die zum Teil mehrere Auflagen haben.

## Werke
- Auflösungslehre der Gleichungen, 1819 Ausgabe 1819, Ausgabe 1832
- Lehrbuch der Elementarmathematik, 3 Bände, 1822–1826 Band 1 Band 2–4
- Lehrbuch des kaufmännischen Rechnens für Kommerzial-Schulen, 1843 Digitalisat
- Lehrbuch für die juristische, politische und kameralistische Arithmetik, 1842 Digitalisat
- Lehrbuch der Arithmetik für Real-Schulen, 1847 Digitalisat
- Lehrbuch der Algebra, 1846 2. Auflage